# Соборнов, Михаил Николаевич
Михаил Николаевич Соборнов (1897 — 1941) — начальник опытного отдела Технического совета Народного комиссариата вооружения СССР.

## Биография
Родился в украинской семье. Член РКП(б) с 1921, получил высшее военное образование. Начальник опытного отдела Технического совета Народного комиссариата вооружения СССР. Арестован 1 июля 1941, содержался в Лубянской тюрьме. Осуждён комиссией НКВД и прокурора СССР по обвинению в участии в антисоветском заговоре. Приговорён к расстрелу 17 октября 1941. Приговор приведён в исполнение 28 октября 1941 (пос. Барбыш, Куйбышевская область).
Реабилитирован посмертно 12 апреля 1955 постановлением генерального прокурора СССР.

### Звания
- военинженер 1-го ранга.

### Адрес
Город Москва, улица Маркса-Энгельса, дом 15, квартира 51.